# يان سميث (لاعب كريكت بريطاني)
يان سميث (11 مارس 1967 - )  (بالإنجليزية: Ian Smith)‏ هو لاعب كريكت بريطاني.